# Luís Carlos Correia Pinto
Luís Carlos Correia Pinto, oder auch Luisinho (* 5. Mai 1985 in Porto), ist ein ehemaliger portugiesischer Fußballspieler, der zuletzt beim portugiesischen Club SC Vila Real spielte und zumeist als Linksverteidiger eingesetzt wurde.

## Karriere
Von seinem Jugendverein SC Vila Real aus startete Luisinho im Jahr 2006 in den Profibereich und wurde von der zweiten Mannschaft von Sporting Braga unter Vertrag genommen. Dort wurde er sofort an den Moreirense FC verliehen. Im Jahr darauf wechselte er für eine halbe Saison lang auf Leihbasis zum Rio Ave FC, wo er allerdings nur auf sechs Ligaeinsätze kam. Im darauffolgenden Sommer wurde Luisinho fest vom Moreirense FC verpflichtet, nach nur einem Jahr zog es ihn jedoch weiter zu Desportivo Aves, wo er den Durchbruch schaffte. 2011 sicherte sich Paços de Ferreira für 250.000 Euro seine Dienste. Nach 28 Ligaeinsätzen für Pacos wurde Benfica auf den damals 27-jährigen Verteidiger aufmerksam und holte ihn für zwei Millionen Euro als Ersatz für den abgewanderten Joan Capdevila. 2013 wechselte Luisinho dann in die spanische Primera División zu Deportivo La Coruña, für die er 111 Ligaspiele bestritt. 2018 wechselte er zum Aufsteiger in die Primera Division, SD Huesca.